# Wolfgangstraße 5 (München)

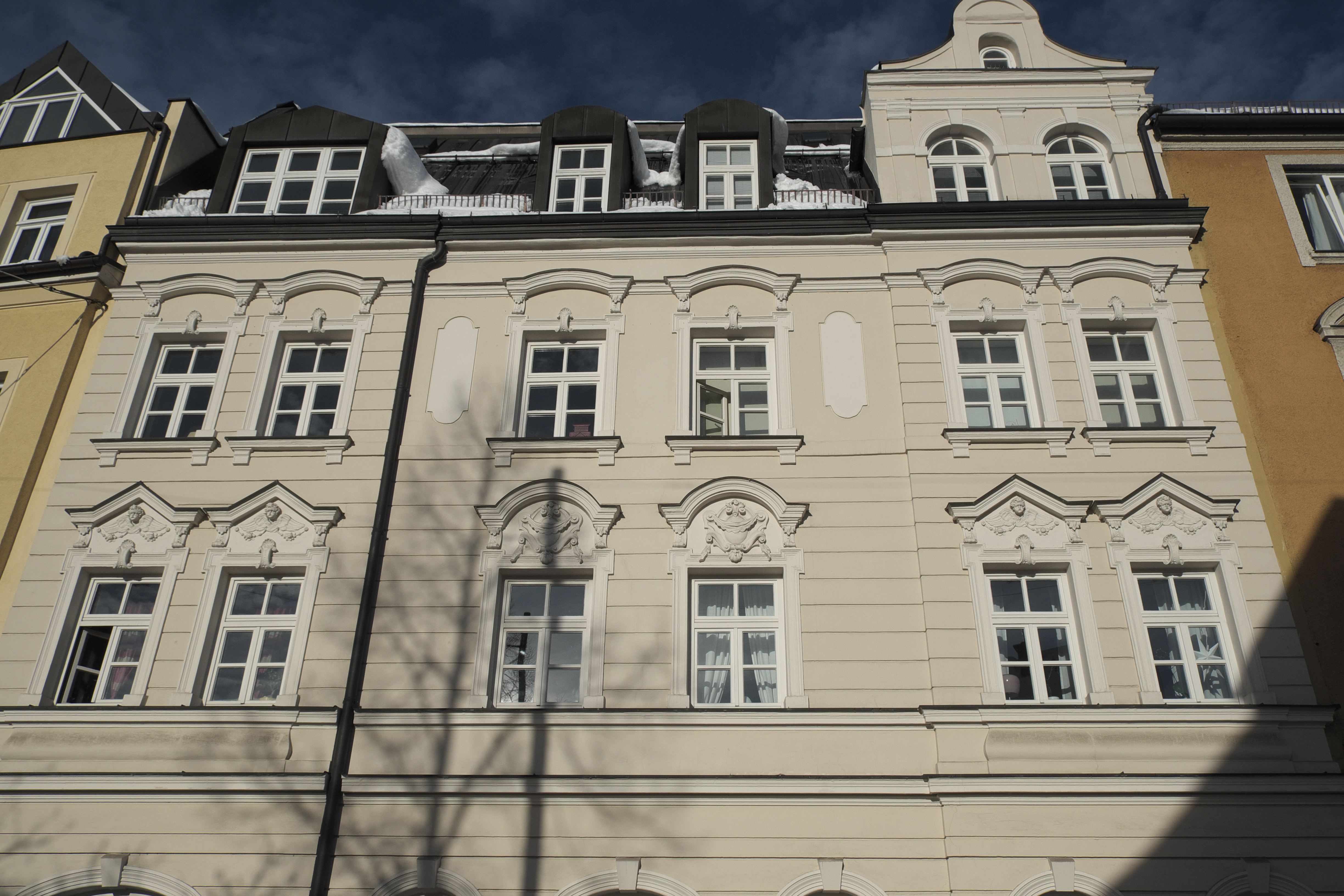
Haus Wolfgangstraße 5 in München-Haidhausen

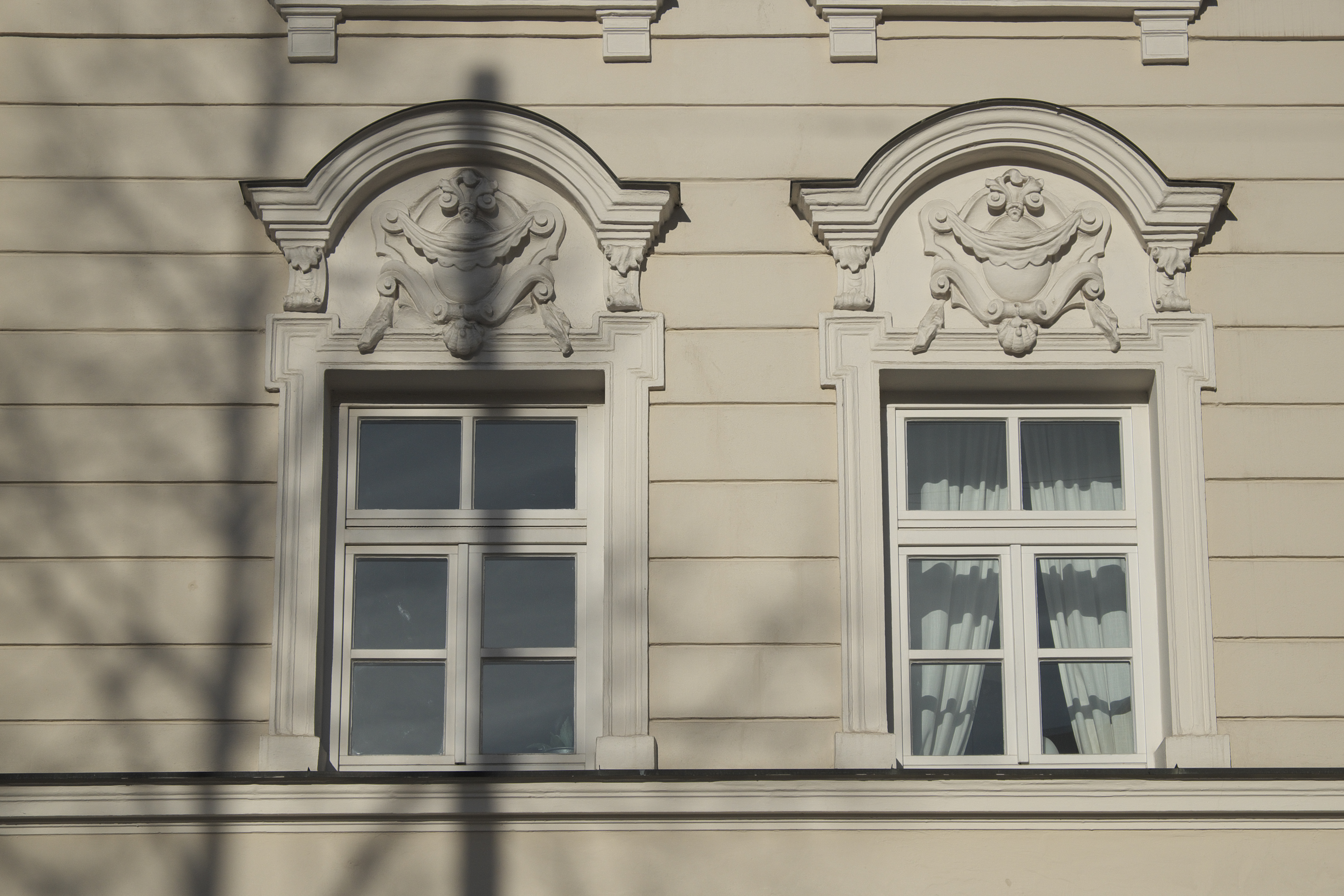
Fassadenschmuck

Das Haus Wolfgangstraße 5 ist ein denkmalgeschütztes Mietshaus im Münchner Stadtteil Haidhausen.

## Geschichte
Der dreigeschossige neubarocke Mansarddachbau mit Zwerchhaus wurde um 1890 errichtet. Er besitzt eine reiche Stuckgliederung.